# SEDEX
Il SEDEX (Mercato telematico dei Securitised Derivatives) è il mercato italiano dove si scambiano i contratti covered warrant e certificates. La Borsa Italiana stabilisce i quantitativi minimi scambiabili. Il mercato SEDEX ha sostituito nel 2004 il Mercato telematico dei Covered Warrant (MCW).

## Tipologia di contratti scambiati su SeDeX
I contratti scambiati sul SeDex, come i covered warrant ed i certificates, sono ripartiti in classi omogenee:
1. Covered Warrant "Plain Vanilla": sono covered warrant Put/Call;
2. Covered Warrant Strutturati ed Esotici: sono covered warrant composti di combinazioni di call e put o con caratteristiche esotiche;
3. Leverage Certificates: certificati che replicano, con un effetto leva, una particolare attività sottostante;
4. Investiments Certificates: certificati che replicano senza effetto leva (Classe A) ovvero che replicano con caratteristiche accessorie o esotiche (Classe B) una particolare attività sottostante.

## Operatori presenti sul mercato SeDeX
Gli operatori possono assumere la figura di:
- broker (in conto terzi);
- dealer (in conto proprio);
- broker-dealer (in conto proprio e conto terzi);
- market maker o specialista obbligatorio (emittenti).

I Market maker espongono costantemente delle proposte in acquisto (denaro) ed in vendita (lettera), che non si discostino tra loro in misura superiore al differenziale massimo stabilito da Borsa Italiana.

## Modalità di negoziazione
Sul SeDeX gli scambi avvengono attraverso un book di negoziazione il cui funzionamento è simile a quello del MTA, tuttavia con le seguenti peculiarità:
- nel mercato dei covered warrant il prezzo ufficiale ed il prezzo di riferimento coincidono;
- il regolamento prevede per i covered warrant (come per le azioni) una fase di apertura, una fase di negoziazione continua e una fase di chiusura, ma le Istruzioni al regolamento (Titolo IA.5) stabiliscono che le negoziazioni avvengono solo con la modalità di negoziazione continua.
- gli orari di negoziazione dei covered warrant e dei certificates sono:

08.00 – 09.00 cancellazione proposte;
09.05 – 17.25 negoziazione continua.